# Talbot Tagora
El Talbot Tagora fue un modelo de automóvil que fue desarrollado por Chrysler Europe y vendido entre los años 1980 y 1983 por el Groupe PSA bajo la marca Talbot tras la toma de control de la anterior en 1978. Fue producido en la fábrica francesa de Poissy, donde debido a la baja demanda del vehículo, únicamente se produjeron alrededor de 20.000 unidades en total.

## Desarrollo
Diversos estudios hechos por Chrysler a finales de los años 70 auguraban un rápido crecimiento de los vehículos de más de 1500 cc ya que los efectos de la crisis del petróleo de 1973 se estaban dejando atrás. Por ello la compañía decidió el desarrollo de un nuevo vehículo de alta gama llamado a sustituir al Chrysler 180, primer modelo lanzado por Chrysler a través de su filial europea Chrysler Europe, a pesar del poco éxito que este modelo había logrado.
Se estimaron unas ventas de entre 60.000 y 70.000 vehículos anuales lo que representaría una cuota de mercado del segmento de alta gama de alrededor del 5%. Las cifras se consideraron razonables ya que las ventas del Chrysler 180 rondaban las 30.000 unidades y la cuota total de mercado de Chrysler Europe era del 7%.
El denominado proyecto C9 dio comienzo en 1976 y, como en otros modelos de la marca, el desarrollo mecánico corrió a cargo de la parte francesa de la compañía, mientras que el estilismo corrió a cargo de manos británicas.
La principal duda de los diseñadores fue la motorización. Aparte del motor Simca de 4 cilindros en línea, se previó una versión de 6 cilindros de acuerdo a lo demandado por el mercado en ese momento para el segmento de alta gama. El grupo carecía de motores propios por lo que se buscó en el mercado un motor adecuado. Se probó el motor de 6 cilindros en línea de Mitsubishi pero fue descartado ya que no daba ni la potencia ni el confort requeridos. La otra opción era el PRV V6, desarrollado conjuntamente por Peugeot, Renault y Volvo, de donde viene el acrónimo, y en ese momento montado en el Peugeot 604. El hecho de que fuese montado en un competidor directo del mismo segmento fue un obstáculo insalvable hasta la absorción de Chryler Europe por el Groupe PSA en 1978.

## Presentación y fracaso
Fue presentado en el Salón del Automóvil de París en octubre de 1980 y comenzó su comercialización entre abril y mayo del año siguiente. 
El vehículo fue un fracaso en ventas. Le afectaron negativamente la segunda crisis del petróleo de 1979, la competencia directa de otros modelos del Groupe PSA, el Peugeot 604, que también tenía unas muy pobres ventas, y el Peugeot 505 y finalmente la pobre imagen de marca que tenía Talbot, tanto entre franceses como británicos, los principales mercados a quienes iba dirigida la marca, a pesar de que estudios hechos por el Groupe PSA afirmaban que ambos países la consideraban como propia.
En 1983 el Groupe PSA decidió la cancelación de la producción del vehículo y pocos años después eliminó igualmente la marca Talbot. 

## Motorizaciones
- Motor Simca Type 180 9N2, de 4 cilindros en línea SOHC de 2155 cc, de 115 CV (85,8 kW) a 5400 rpm de potencia y par máximo de 180 Nm a 3200 rpm, alimentado por un carburador de doble cuerpo Solex. Evolucionado a partir del de 1981 cc, conocido como 2 litros montado en el Chrysler 180, aumentando la carrera de 75 mm a 81.5 mm.[5][6][7]
- Motor PRV V6, de 6 cilindros en V a 90° SOHC de 2664 cc. Fue modificado para este vehículo alimentándolo con dos carburadores de triple cuerpo Weber, con lo que se lograba una potencia de 165 CV (121,5 kW) a 6000 rpm y un par máximo 230 Nm a 4200 rpm.[8]

- Motor XD2S, de 4 cilindros en línea OHV de 2304 cc con turbocompresor. Entregaba 80 CV (58,9 kW) a 4150 rpm y un par máximo de 189 Nm a 2000 rpm.[9]

## Versiones
El Talbot Tagora se vendió en cuatro versiones de acabado, GL, GLS, DT para la versión con motor diésel y SX como tope de gama. En algunos países no llegaron a ponerse a la venta todas conjuntamente. Por ejemplo, en el Reino Unido no se puso a la venta la versión con motor diésel mientras que en España no se vendieron las versiones con motor de 4 cilindros de gasolina.
Las características principales de cada versión se resumen en la siguiente tabla:
|                        | GL                            | GLS                           | DT                           | SX                             |
| ---------------------- | ----------------------------- | ----------------------------- | ---------------------------- | ------------------------------ |
| Dimensiones            |                               |                               |                              |                                |
| Longitud               | 4630 mm                       | 4630 mm                       | 4630 mm                      | 4630 mm                        |
| Anchura                | 1810 mm                       | 1810 mm                       | 1810 mm                      | 1810 mm                        |
| Altura                 | 1440 mm                       | 1440 mm                       | 1440 mm                      | 1440 mm                        |
| Batalla                | 2810 mm                       | 2810 mm                       | 2810 mm                      | 2810 mm                        |
| Vía delantera          | 1510 mm                       | 1510 mm                       | 1510 mm                      | 1510 mm                        |
| Vía trasera            | 1470 mm                       | 1470 mm                       | 1470 mm                      | 1470 mm                        |
| Motorización           |                               |                               |                              |                                |
| Situación              | Delantero. Longitudinal       | Delantero. Longitudinal       | Delantero. Longitudinal      | Delantero. Longitudinal        |
| Tracción               | Trasera (RWD)                 | Trasera (RWD)                 | Trasera (RWD)                | Trasera (RWD)                  |
| Cilindros              | 4 en línea SOHC               | 4 en línea SOHC               | 4 en línea OHV               | 6 en V a 90° SOHC              |
| Cilindrada             | 2155 cc                       | 2155 cc                       | 2304 cc                      | 2664 cc                        |
| Relación de compresión | 9,45:1                        | 9,45:1                        | 21.0:1                       | 9,50:1                         |
| Potencia máxima        | 85,8 kW (116,6 CV) a 5400 rpm | 85,8 kW (116,6 CV) a 5400 rpm | 58,9 kW (80,1 CV) a 4150 rpm | 121,5 kW (165,3 CV) a 6000 rpm |
| Par máximo             | 181 Nm a 3200 rpm             | 181 Nm a 3200 rpm             | 189 Nm a 2000 rpm            | 230 Nm (165,3 CV) a 4200 rpm   |
| Turbocompresor         | No                            | No                            | Si                           | No                             |
| Combustible            | Gasolina 97 octanos           | Gasolina 97 octanos           | Gasóleo A                    | Gasolina 97 octanos            |
| Transmisión            | Manual 4 velocidades          | Manual 5 velocidades          | Manual 5 velocidades         | Manual 5 velocidades           |